# La Conférence
Pour plus de détails, voir Fiche technique et Distribution.
La Conférence (Die Wannseekonferenz) est un drame historique allemand réalisé par Matti Geschonneck, sorti en 2022. Il s'agit d'une reconstitution de la conférence de Wannsee.
Diffusé pour la première fois à la télévision allemande en janvier 2022 sur la chaîne ZDF, La Conférence est sorti dans les salles de cinéma dans plusieurs pays, notamment la France.

## Synopsis
En 1942, pendant la Seconde Guerre mondiale, dans une villa à Wannsee, une banlieue de Berlin, est organisée la conférence de Wannsee, au cours de laquelle les hauts fonctionnaires nazis ont décidé de l'organisation de la « Solution finale », c'est-à-dire l'extermination systématique des Juifs européens.
Plusieurs personnes sont ainsi conviées par Reinhard Heydrich, le chef des services de sécurité du Reich, qui est notamment assisté par Adolf Eichmann, un bureaucrate ambitieux du parti nazi.
Les participants discutent des moyens de mettre en œuvre la « Solution finale à la question juive », par exemple des questions pratiques, telles que l'organisation des centres d’extermination et des ghettos, mais aussi des aspects plus idéologiques, comme la nécessité de « nettoyer » l'Europe de la « race juive ».
Les relations entre les différents participants à la conférence sont parfois tendues, à cause de luttes d'influence ou de désaccords sur divers détails de la mise en œuvre de la solution finale. Malgré cela, tous sont d'accord sur l'objectif ultime de l'extermination des Juifs européens.

## Fiche technique
Sauf indication contraire, les informations mentionnées dans cette section peuvent être confirmées par les bases de données cinématographiques IMDb et Allociné,  présentes dans la section « Liens externes ».
- Titre original : Die Wannseekonferenz
- Titre français : La Conférence
- Réalisation : Matti Geschonneck
- Scénario : Magnus Vattrodt et Paul Mommertz
- Décors : Bernd Lepel
- Costumes : Esther Walz
- Photographie : Theo Bierkens
- Montage : Dirk Grau
- Son : Max-Thomas Meindl
- Production : Reinhold Elschot, Friederich Oetker et Oliver Berben
- Sociétés de production : Constantin Film Verleih
- Sociétés de distribution : Condor Distribution
- Pays de production :  Allemagne
- Langue originale : allemand
- Format : couleur — 1,85:1 — stéréo
- Genre : drame historique
- Durée : 108 minutes
- Dates de sortie :
  - Allemagne : 24 janvier 2022 (diffusion TV sur la ZDF)
  - France : 19 avril 2023 (sortie en salles)

## Distribution

Portraits des participants à la conférence de Wannsee
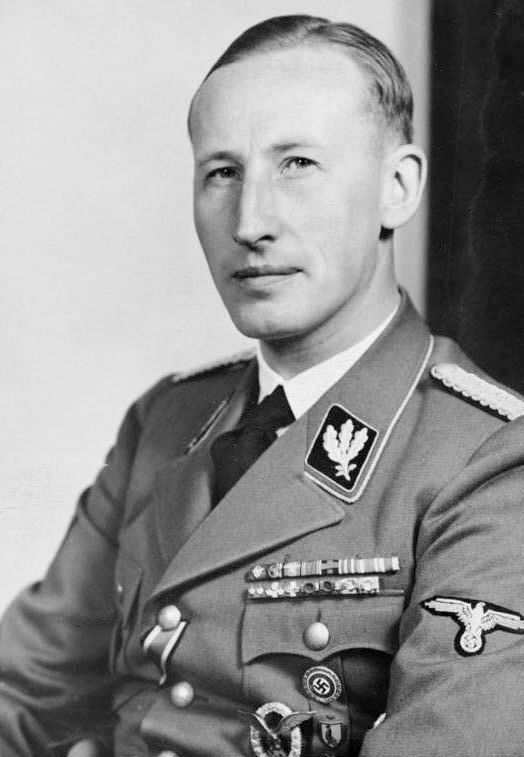
Reinhard Heydrich
Adolf Eichmann
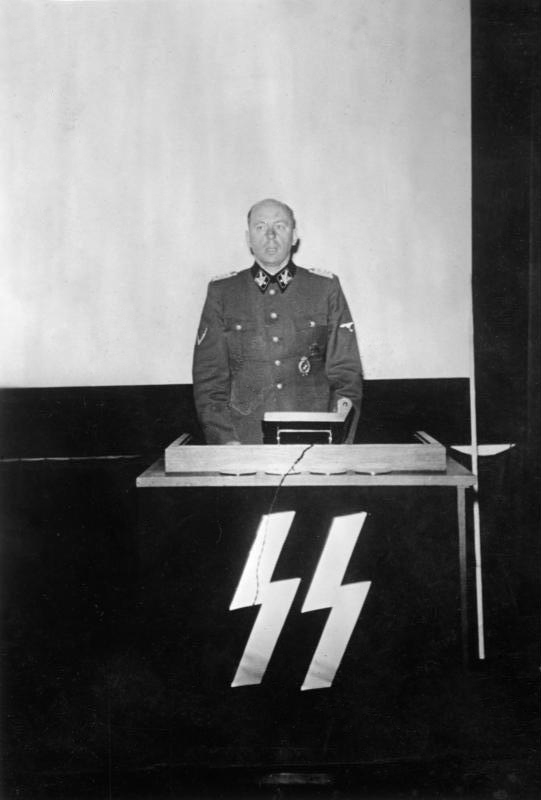
Otto Hofmann
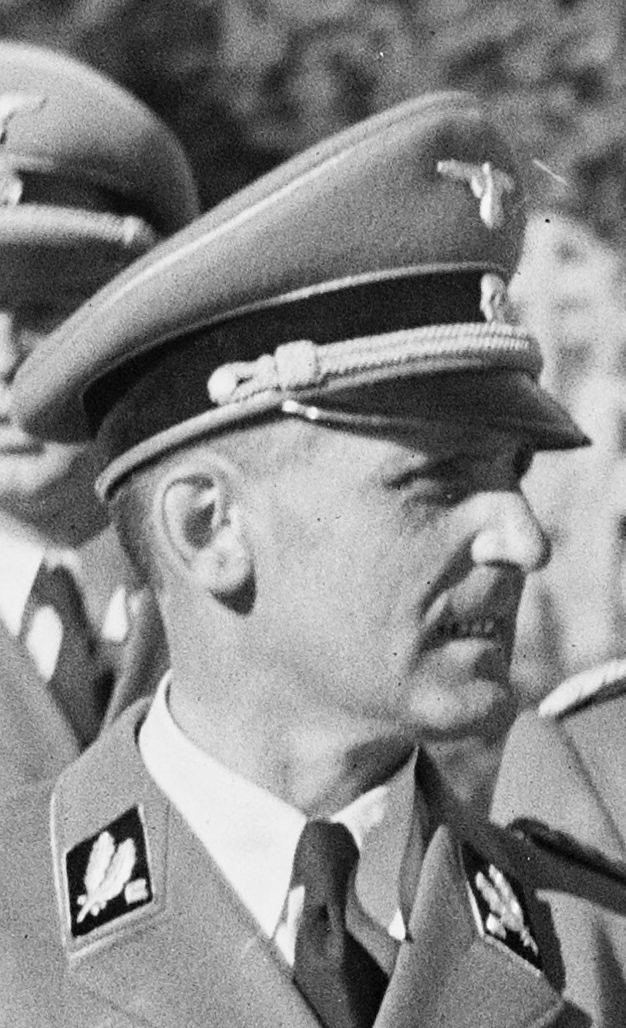
Heinrich Müller
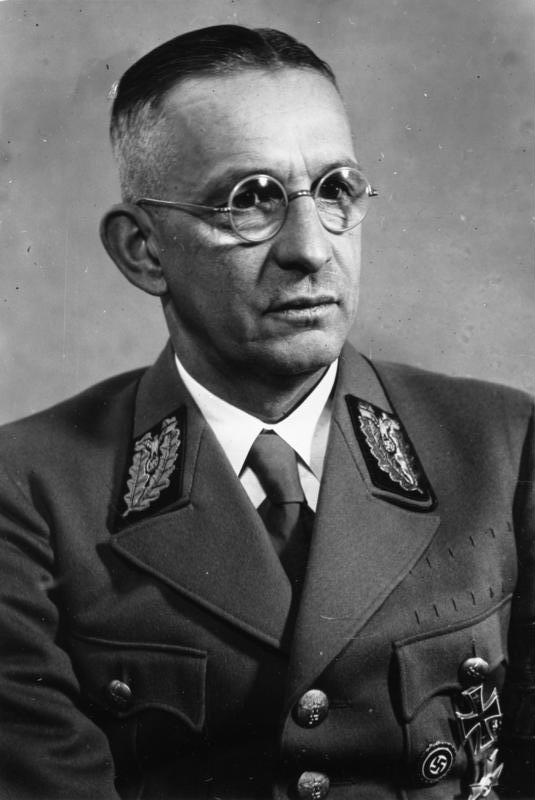
Alfred Meyer
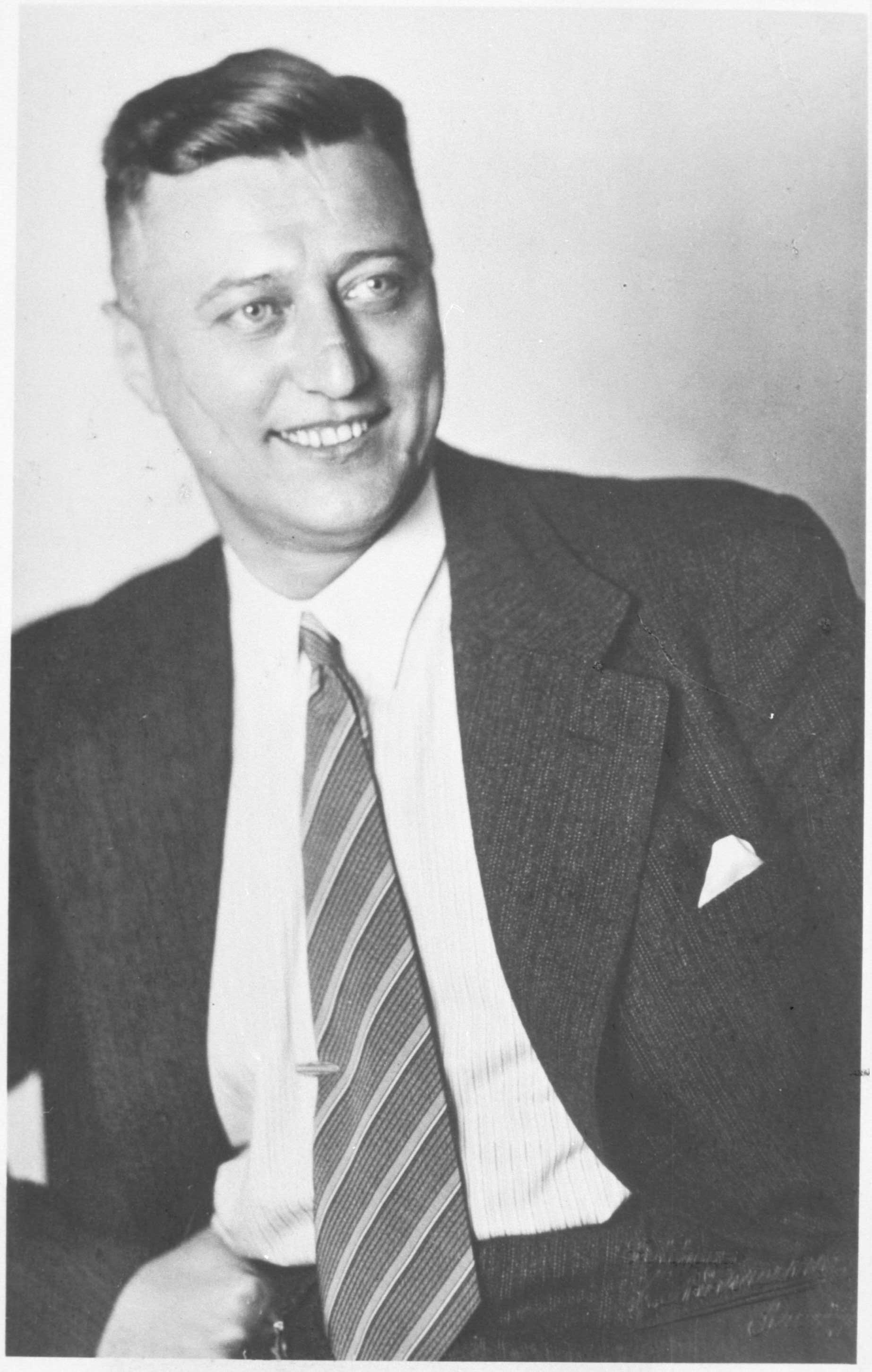
Eberhard Schöngarth
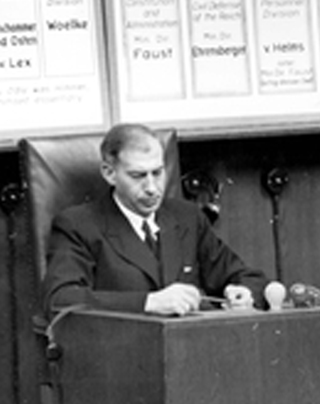
Wilhelm Stuckart

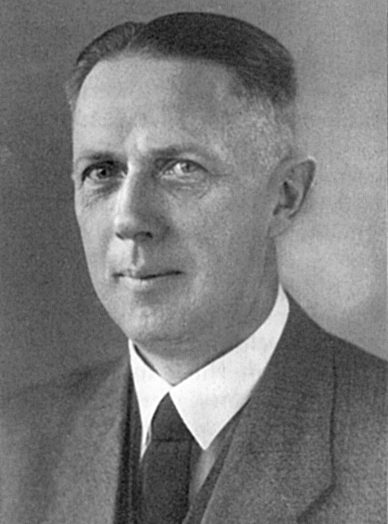
Friedrich Wilhelm Kritzinger
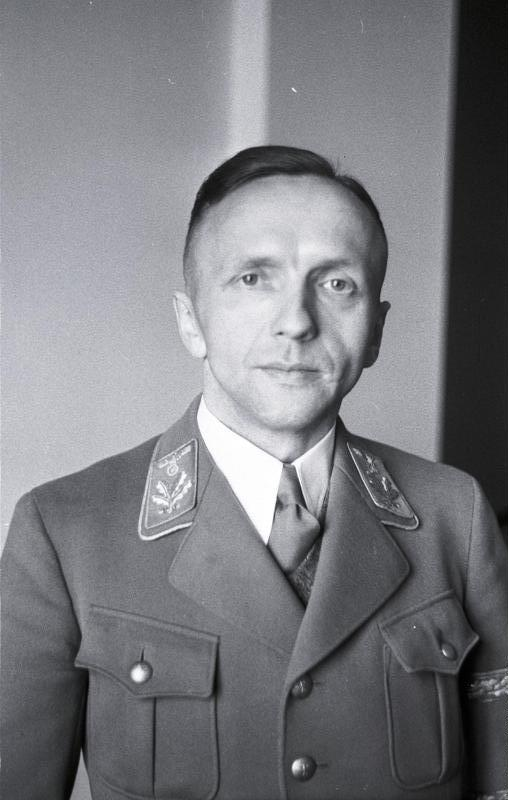
Gerhard Klopfer
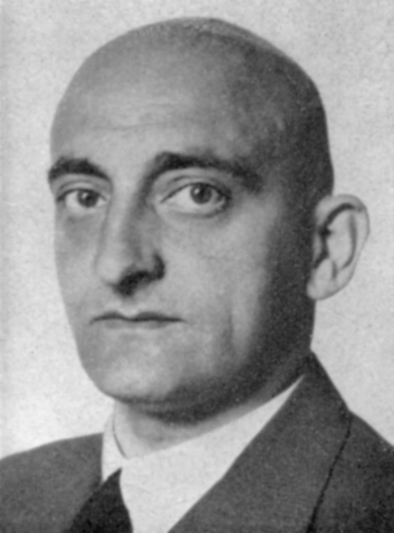
Erich Neumann
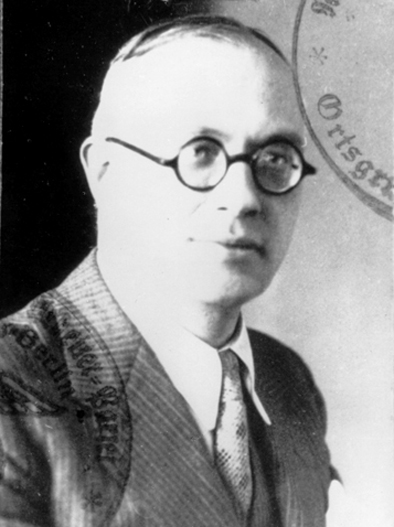
Martin Luther
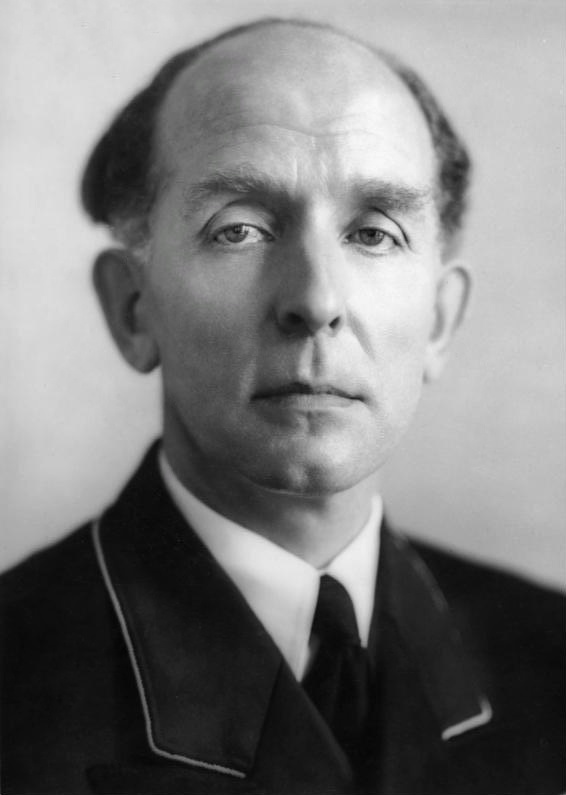
Roland Freisler
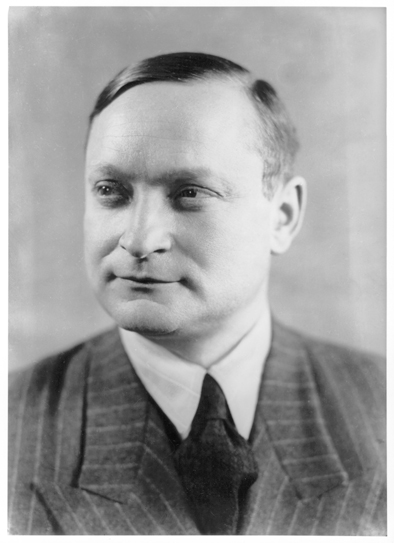
Georg Leibbrandt
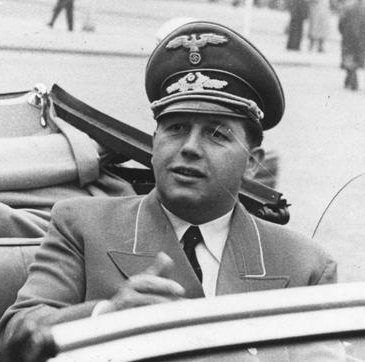
Josef Bühler

 Sauf indication contraire ou complémentaire, les informations mentionnées dans cette section proviennent du générique de fin de l'œuvre audiovisuelle présentée ici.
| Philipp Hochmair        | Reinhard Heydrich            | SS-Obergruppenführer, chef de l’Office central de la sûreté du Reich, chef de la SiPo et du SD, vice-gouverneur de Bohême-Moravie |
| Johannes Allmayer (de)  | Adolf Eichmann               | chef du service des affaires juives au sein de l’Office central de la sûreté du Reich                                             |
| Markus Schleinzer       | Otto Hofmann                 | dirigeant du Bureau pour la race et le peuplement                                                                                 |
| Jakob Diehl (de)        | Heinrich Müller              | chef de la Gestapo, adjoint direct de Heydrich                                                                                    |
| Peter Jordan            | Dr Alfred Meyer              | secrétaire d’État au ministère des Territoires occupés de l’Est, Gauleiter de Westphalie-Nord                                     |
| Maximilian Brückner     | Dr Eberhard Schöngarth       | commandant de la SiPo et du SD au sein du Gouvernement général de Pologne                                                         |
| Frederic Linkemann (de) | Dr Rudolf Lange              | commandant de la SiPo et du SD en Lettonie, SS-Sturmbannführer responsable de l’Einsatzkommando 2 au sein de l’Einsatzgruppe A    |
| Godehard Giese (de)     | Dr Wilhelm Stuckart          | secrétaire d’État au ministère de l’Intérieur du Reich                                                                            |
| Thomas Loibl (de)       | Friedrich Wilhelm Kritzinger | secrétaire d’État adjoint à la chancellerie du Reich                                                                              |
| Fabian Busch (de)       | Dr Gerhard Klopfer           | secrétaire d’État à la chancellerie du NSDAP                                                                                      |
| Matthias Bundschuh (de) | Erich Neumann                | sous-secrétaire d’État au Bureau du Plan de 4 ans                                                                                 |
| Simon Schwarz           | Martin Luther                | sous-secrétaire au ministère des Affaires étrangères du Reich                                                                     |
| Arnd Klawitter (de)     | Dr Roland Freisler           | secrétaire d’État au ministère de la Justice du Reich                                                                             |
| Rafael Stachowiak (de)  | Dr Georg Leibbrandt          | secrétaire d’État adjoint au ministère des Territoires occupés de l’Est                                                           |
| Sascha Nathan (de)      | Dr Josef Bühler              | secrétaire d’État dans le Gouvernement général de Pologne                                                                         |
| Lilli Fichtner (de)     | Ingeburg Werlemann (de)      | secrétaire d’Adolf Eichmann |
| Frederik Schmid (de)    |                              | adjudant d’Eichmann |
| Matthias Brandt         | narrateur (voix)             | |

## Production

### Genèse
Le réalisateur explique dans le dossier de presse fourni à la presse, que le film a été mûrement réfléchi pendant longtemps. Sans dire que le film était le plus difficile de sa carrière, celui-ci avoue qu'il fut « très spécial pour [lui] ».

### Tournage
Le film fut entièrement tourné dans les studios de la Berliner Union Film, à l'exception des quelques scènes d'extérieurs, qui elles furent tournées devant la villa de la conférence de Wannsee. Aujourd'hui, la villa abrite un centre commémoratif et éducatif.

## Accueil

### Accueil critique
En France, le site Allociné donne la note de 3,4⁄5, après avoir recensé 17 critiques de presse.
Pour François Forestier (L'Obs), « Matti Geschonneck, cinéaste issu de l’Allemagne de l’Est, montre la monstruosité quotidienne de la machine du Reich. C’est une sacrée leçon d’histoire, une descente dans les tréfonds de la noirceur humaine ».
Pour Olivier Delcroix (Le Figaro), le film fait « froid dans le dos ». Il reste un « passionnant huis clos [qui] retrace de manière sobre et originale l'implacable déroulement de la conférence de Wannsee, restée tristement célèbre dans l'histoire du XXe siècle ».
Pour Gérard Crespo (aVoir-aLire), « réaliser un long métrage sur cet événement, sans tomber dans les pièges du huis clos théâtral » fut un véritable « pari ». Le scénario « excelle à cerner « la banalité du mal », selon le concept d’Hannah Arendt ». La mise en scène du film y est décrite comme sobre, « allant à l’essentiel (...) d’une rigueur admirable ». Le critique estime que le choix des interprètes « contribuent à la réussite de l’ensemble, avec une mention pour Philipp Hochmair ».
Pour Stéphane Joby (Le Journal du dimanche), le film est un « Huis clos sans fioriture ni musique tel un conseil d’administration logistique, ce récit historique frappe par sa précision documentaire, basée sur les minutes de la funeste conférence. Entre pause buffet et cognac, les rares objections morales ou réglementaires des participants sont balayées par la détermination d’officiers uniquement soucieux d’efficacité. Âpre et glaçant ».
Marie Sauvion (Télérama) n'est pas très emballée par cette fresque historique : « Avec sa grammaire souvent limitée à des champs-contrechamps, beaucoup de plans d’écoute aussi, de légers mouvements de caméra, un montage plutôt vif malgré tout, La Conférence intéresse moins par sa mise en scène que par son propos. ».

### Audiences
Lors de sa première diffusion sur ZDF, La Conférence a été vu par 5,93 millions de téléspectateurs, soit une part de marché de 19,2 %. De plus, dans les 14 jours suivant sa mise en ligne dans la médiathèque de ZDF, il a enregistré près de 2 millions de vues, dont 860 000 peuvent être ajoutées à l'audience linéaire, soit un total d'environ 6,8 millions de téléspectateurs. Le documentaire suivant accompagnant le téléfilm, Die Wannseekonferenz - Die Dokumentation, a été regardé par environ 3,92 millions de téléspectateurs (15,8 %). 

### Box-office
| Pays ou région | Box-office     | Date d'arrêt du box-office | Nombre de semaines |
| -------------- | -------------- | -------------------------- | ------------------ |
| France         | 81 747 entrées | 21 juin 2022               | 9                  |

Pour son premier jour d'exploitation en France, La Conférence a réalisé 7 385 entrées, dont 3 677 en avant-premières, pour un total de 267 séances proposées. En comptant pour ce premier jour les avant-premières, le film se positionne en cinquième place du box-office des nouveautés pour sa journée de démarrage, derrière Sur l'Adamant (7 422) et devant La Dernière Reine (4 580).
Au bout d’une première semaine d’exploitation dans les salles françaises, le long-métrage totalise 33 680, pour 1 789 séances séances proposées. Si l'on ne comptabilise pas les avant-premières, alors le long-métrage se positionne en dix-neuvième place au box-office hebdomadaire français, derrière Shazam! La Rage des Dieux (30 298) et devant La Dernière Reine (21 049).

## Distinctions
- (en) Récompenses pour La Conférence sur l’Internet Movie Database

### Récompenses
- Les Romy 2022 : Prix Romy du meilleur acteur : Philipp Hochmair